# Sue Shelton White
Sue Shelton White, née le 25 mai 1887 et morte le 6 mai 1943, également appelée Miss Sue, est une responsable du mouvement féministe originaire de Henderson dans le Tennessee. Membre du conseil d'administration du National Woman's Party et rédactrice en chef de son hebdomadaire The Suffragette, elle appartient également aux Silent Sentinels.
Lors de l'adoption du dix-neuvième amendement à la Constitution américaine, elle retourne dans le Tennessee pour obtenir la ratification de l'Etat. En 1920, Sue Shelton White déménage à Washington, où elle travaille comme secrétaire administrative pour le sénateur américain Kenneth McKellar (homme politique) (en). Elle suit des cours en parallèle au Washington College of Law (en) où elle obtient un diplôme en droit en 1923. Elle devient alors avocate principale de l'administration de la sécurité sociale. Elle décède d'un cancer en mai 1943 à Alexandria en Virginie, où elle vit avec sa compagne.

## Biographie

### Jeunesse et début de carrière
Sue Shelton White est née le 25 mai 1887 à Henderson dans le Tennessee, la quatrième des six enfants de James Shelton White et Mary Calista (Swain) White. Son père, avocat et pasteur méthodiste, décède alors qu'elle est âgée de neuf ans et sa mère travaille pour subvenir aux besoins de la famille : elle enseigne le piano aux enfants blancs et noirs, donne des cours de chant et écrit pour le journal local. Quand White a 14 ans, sa mère est décède  à son tour et la jeune fille part vivre avec sa tante, Sue White Tarver. À l'âge de seize ans, elle suit une formation d'enseignante au Georgia Robertson Christian College (devenu aujourd'hui la Freed–Hardeman University (en) et l'année suivante (1904-1905), elle fréquente le West Tennessee Business College . Elle commence sa carrière comme sténographe et commis pour le fabricant d'automobiles Southern Engine and Boiler Works à Jackson dans le Tenessee, mais ses employeurs la découragent de continuer dans cette entreprise ,. Lorsque sa sœur, Lucy White, démissionne en 1907 de son poste de sténographe judiciaire à la Cour suprême du Tennessee à Jackson, elle reprend le poste qu'elle occupe jusqu'en 1918. Elle ouvre sa propre entreprise de sténographie .

### Suffragette
Sue Shelton White rejoint le mouvement pour le droit de vote des femmes en 1912. Elle était à l'origine active dans la Tennessee Equal Suffrage Association, qui défend une vision modérée et est la branche locale de la National American Woman Suffrage Association). Elle est élue secrétaire générale de cette organisation en 1913, un poste qu'elle a occupe pendant cinq ans.
Pendant cette période, elle a perfectionne ses compétences oratoires, rédige des articles de journaux, publie des actes de congrès et organise le siège social de l'association à Nashville. En 1917, elle fait pression pour le vote d'une loi au parlement de l'État qui accorderait aux femmes le droit de voter aux élections municipales et présidentielles. En 1918, elle oeuvre à la réconciliation de deux factions suffragistes dans le Tennessee, en créant la Tennessee Woman Suffrage Association.
Elle prend progressivement conscience que les méthodes plus radicales utilisées par le National Woman's Party d'Alice Paul et Lucy Burns, seraient plus efficaces. Elle rejoint le NWP en 1918, devient présidente de la section du Tennessee et s'installe à Washington, DC, où elle édite le journal de l'organisation, The Suffragist.
Avec d'autres membres du NWP, elle attira l'attention de la presse nationale lorsque, le 19 février 1919, elles organisèrent la dernière de leur série de manifestations Silent Sentinels devant la Maison Blanche et brûlent une effigie en papier du président démocrate Woodrow Wilson , en signe de protestation contre le manque d'énergie de Wilson pour faire pression sur les sénateurs qui, dans son propre parti, hésitent à se prononcer en faveur du suffrage féminin. White et d'autres manifestantes sont arrêtées et emprisonné.
Après sa libération, Sue Shelton White et d'autres suffragettes affrètent un wagon de chemin de fer qu'elles appellent le Prison Special (en), qui a parcoure les États-Unis pour médiatiser la cause du suffrage des femmes .

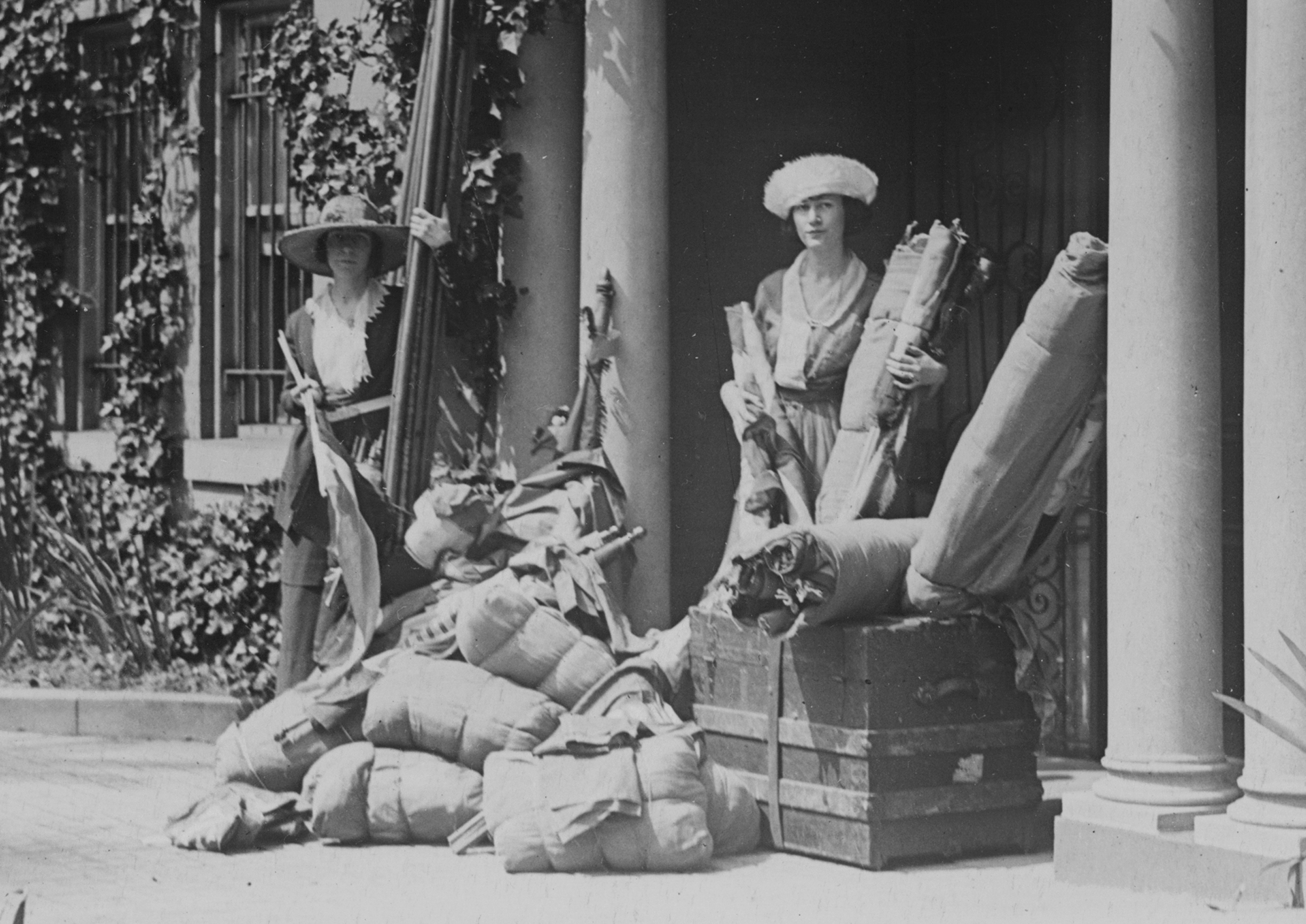
Deux suffragettes préparent les bagages nécessaires pour la tournée du Prison Special.

Après que le Congrès ait adopté le XIXe amendement le 4 juin 1919, elle retourne dans le Tennessee pour en promouvoir la ratification . En août 1920, l'amendement a été ratifié par 35 États  et il manque encore un état pour lui permettre d'entre en vigueur. Or, huit États du Sud ont rejeté le texte, si bien que le Tennesse devient un enjeu pour les deux camps . C'est à Sue Shelton White qu'échoit     la mission de diriger la campagne du National Woman's Party en faveur de la ratification de l'amendement au Tennessee. Elle travaille en collaboration avec les représentants locaux du NWP et mais aussi avec la NAWSA pour faire pression sur le gouverneur afin qu'il convoque une session extraordinaire du parlement de l'Etat. Les féministes font également pression sur les 132 membres du parlement  de l'Etat pour qu'ils ratifient le texte . Elle établit le siège du NWP au centre-ville de Nashville, dirige les militantes de terrain, dont Anita Pollitzer (en), Bett Gram (en) et Catherine Flanagan (en), et interroge régulièrement les parlementaires sur leurs intentions. On lui attribue le mérite d'avoir convaincu le président de la Chambre des représentants du Tennessee, Seth Walker, de soutenir la ratification. Cependant, Seth Walker change d'avis et décide de diriger le groupe opposé à l'amendement à la Chambre de l'État. Constatant que le nombre des parlementaires favorables à l'amendement diminue, Sue White annonce qu'elle révélera les noms de tout délégué qui retirerait son soutien au texte après s'être engagé à le ratifier.  Après de nombreuses manœuvres politiques de la part des deux camps, le Tennessee ratifie le XIXe  amendement lors du vote du 18 août 1920  .

### Après le XIXeamendement
Sue White est également impliquée dans plusieurs autres organisations politiques et mouvements progressistes . Pendant la Première Guerre mondiale, elle sert dans la division Tennessee du comité des femmes du Conseil américains de la défense nationale (en) . Elle rejoint le Southern Sociological Congress pour aborder les problèmes sociaux dans le Sud et milite pour obtenir le soutien de l'État aux aveugles du Tennessee, en tant que secrétaire exécutive de la Commission du Tennessee pour les aveugles en 1918. Elle rédige des lois pour le Tennessee, notamment la première loi de l'État sur la propriété des femmes mariées, une loi sur les pensions des mères et une loi sur les pensions de vieillesse .
De 1920 à 1926, White dirige le secrétariat du sénateur américain du Tennessee, Kenneth McKellar (en) à Washington.
En 1923, White obtient un diplôme en droit du Washington College of Law, avant de revenir, trois ans plus tard, à Jackson en tant que première femme avocate de la ville et  d'ouvrir son propre cabinet d'avocats, Anderson and White .
En 1928, White travaille avec la division Midwest du Comité national démocrate. À la demande d'Eleanor Roosevelt, White aide à l'organisation d'une Ligue des femmes d'affaires et professionnelle .
Elle participe à la campagne présidentielle de Franklin Delano Roosevelt en 1932 et, à partir de 1934 (après avoir déménagé à Washington, DC ), occupe divers postes au sein du New Deal, et notamment un poste de conseillère principale de l'administration de la sécurité sociale.
Après un long combat contre le cancer, White décède le 6 mai 1943 à Alexandria, en Virginie, dans la maison qu'elle partage avec Florence Armstrong, sa partenaire de longue date.

## Hommages
Le 26 août 2016, dans le cadre du  Women's Equality Day, un monument du sculpteur de Nashville Alan LeQuire (en) a été dévoilé au Centennial Park, avec des représentations de White, Carrie Chapman Catt, Anne Dallas Dudley, Abby Crawford Milton (en) et Juno Frankie Pierce (en),.

### Liens
- Notice dans un dictionnaire ou une encyclopédie généraliste :   - American National Biography
- Notices d'autorité :   - VIAF
  - LCCN
  - WorldCat